# Floetry
De to britiske kvinder, Marsha Ambrosius (the Songstress) og Natalie Stewart (the Floacist), i Floetry skulle egentlig have været professionelle basketballspillere, men talenterne på mikrofonen var endnu større, end de var under kurven.  De tog derfor flyet til USA og blev venner med bl.a. Dj Jazzy Jeff (ham der er makker med Will Smith / Fresh Prince) og skrev numre for navne som Michael Jackson og Jill Scott.  Den dynamiske neo-soul-duo kan dog også selv.  Især debutalbummet Floetic fra 2002, fik de store roser frem hos anmelderne.
Først var sangerinden Marsha Ambrosius (the Songstress) og spoken word-rapperen Natalie Stewart (the Floacist) konkurrenter under basketballkurven, men siden gik de hen og blev venner. Det var dog først da Stewarts gruppe 3 Plus 1 gik i opløsning, at de to piger besluttede at danne Floetry.
Derefter gik det slag i slag. De begyndte at skrive sange og optræde rundt omkring i England, men ambitionerne rakte videre. De tog derfor flyet til USA, først Atlanta og dernæst Philadelphia, hvor de endte i kløerne på Dj Jazzy Jeff, der skaffede dem sangskriverjobs for bl.a. Michael Jackson, Jill Scott og Bilal.
De ville dog også selv, og takket være Jazzy Jeff fik de en pladekontrakt og udsendte i 2002 debuten Floetic, der blev rost i pressen, og skaffede neo-soul-pigerne en del priser.
I 2005 udsendte gruppen albummet Flo'Ology.

## Diskografi

### Albums
- 2002: Floetic
- 2005: Flo'Ology